# Lagata
Lagata est une commune d’Espagne, dans la province de Saragosse, communauté autonome d'Aragon comarque de Campo de Belchite.

## Étymologie
Son nom peut venir du ethnonyme des Lawata ou Luwata, Berbères originaires de la Tripolitaine.